# 太陽哨兵
太陽哨兵是在太陽極大期研究太陽的太空任務，在獵戶計畫開始之前的最後計畫。太陽哨兵是NASA與恆星共存計畫的一部分，總共將發射六艘太空船，分成三組進行相關研究。

## 目標
太陽哨兵的目標是：
1. 了解太陽高能粒子是如何傳輸和加速。
2. 了解日冕物質拋射 (CMEs) 是如何肇始和發展，以及在太陽圈內如何形成行星際激波。

推動這個任務的動機是要在第24太陽週期的極大期結束，在第一次載人前往月球和火星之前。這意味著將是再度載人進入太空之前，試圖了解太陽極大期的太陽風暴和致命輻射的最後機會。

## 太空船
將有六艘太空船：四搜完全相同的太空船將探測內太陽圈，一艘太空船在地球的附近巡弋，最後一艘哨兵位在地球的後方並將逐漸遠離。下面將做更詳細的介紹。

### 內太陽圈哨兵
最主要的室內太陽圈哨兵 (HIS)，它們將在0.25天文單位的距離上觀察太陽。在地球和太陽四分之一的距離上執行這個任務，對科學家和工程師都是一個挑戰。這些探測器將在現場測量太陽高能粒子和電漿。儀器測量的項目還包括X射線、無線電波、和中子等的發射。這個任務的一部分還包括飛越金星。

### 近地哨兵
近地哨兵 (NES) 將以可見光和紫外線研究日冕。 

### 遠端哨兵
遠端哨兵 (FSS) 將研究光球和磁場。屆時，將有三艘太空船同時對磁場進行完整的監視，另外兩艘共同工作的太空船是：NASA的太陽動力學天文台和ESO的太陽軌道載具。

## 發射
很有可能同時發射三艘內太陽圈哨兵。預定的發射日期分別是2012年、2014年、2015年或2017年。任務的時間至少三年，如果可能將延長為五年。

## 合作夥伴
一些其他的太空船將協助任務的執行，像是日地關係天文台 (STEREO)、太陽動力學天文台、日本的日出衛星 (Hindo)、和ESA的太陽軌道載具；地基的望遠鏡也將協助任務的進行。這是與恆星共存的四個任務中的一個，其他的三個是太陽動力學天文台和太空地質任務的范艾倫探測器與電離層-熱成層風暴探測。

## 註解
1. ↑  . Living With a Star.   [2007-08-12]. （原始内容存档于2007-07-17）.